# Place Coronmeuse
La place Coronmeuse est une place située sur les territoires des communes de Liège et Herstal, en Belgique.

## Odonymie
La place fait référence à Coronmeuse, le sous-quartier de Liège où elle se trouve.

## Architecture et patrimoine
La place compte cinq bâtiments repris à l'inventaire du patrimoine immobilier culturel de la Wallonie, principalement du XVIIIe siècle. Les nos  17, 18 (l'enseigne Au Lion rouge), 19-23 (maison Gosuin) et 26 (maison Breuer, classée depuis 1973) pour Herstal, et le no 39 pour Liège.

## Transports en commun
La place est utilisée comme gare d'autobus TEC. Elle est prévue comme terminus de la ligne 1 du futur tramway de Liège.

## Voies adjacentes
Liège
- Quai de Coronmeuse
- Rue Saint-Léonard
- Rue du Tir

Herstal
- Rue Derrière Coronmeuse
- En Hayeneux
- Rue Ernest Solvay
- Avenue Maurice Denis